# ヒルトップ・パーク
ヒルトップ・パーク（Hilltop Park）は、アメリカ合衆国ニューヨーク市にかつて存在した野球場。MLBニューヨーク・ハイランダーズ（現ニューヨーク・ヤンキース）が1903年から1912年まで本拠地にしていた。

## 概要

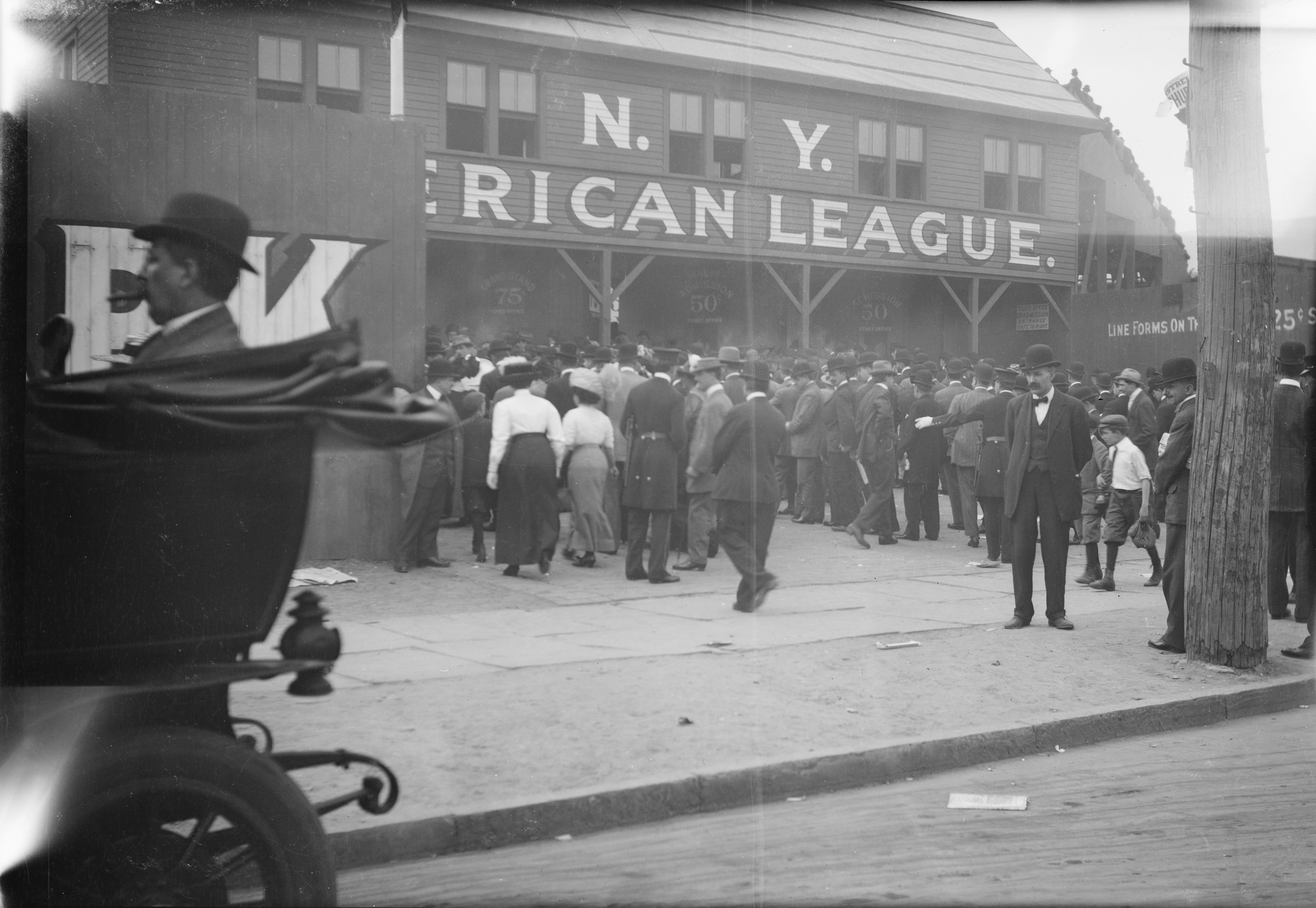
ヒルトップ・パークの入場口。1912年

1901年に創設されアメリカンリーグに参加していたボルチモア・オリオールズをフランク・ファレルとウィリアム・デブリーが買収し、球団をボルチモアからニューヨークへ移転させた。そこで急遽建設されたのがヒルトップ・パークである。
正式名称はアメリカン・リーグ・パーク（American League Park）だが、同じ名前の球場が当時は複数あったうえ、この球場はマンハッタン島で海抜が一番高い地域であるワシントンハイツ地区に建設されたことからヒルトップ・パークという俗称が定着した。
最初は内野席のみだったが、1911年には屋根が取り付けられ、1912年には外野席が新設された。
1911年にはポロ・グラウンズが火事で焼失してしまったため、ナショナルリーグのニューヨーク・ジャイアンツ（現サンフランシスコ・ジャイアンツ）が新球場建設まで（4月15日から5月30日まで）間借りしていたこともあった。
1912年を最後にハイランダースはポロ・グラウンズへ移転し、同時に球団名を「ヤンキース」に変更。1914年にヒルトップ・パークは取り壊された。現在、1920年に跡地に建設されたニューヨーク長老派教会病院の中に、ヒルトップ・パークがあったことを示すホームベース型のプレートがある。

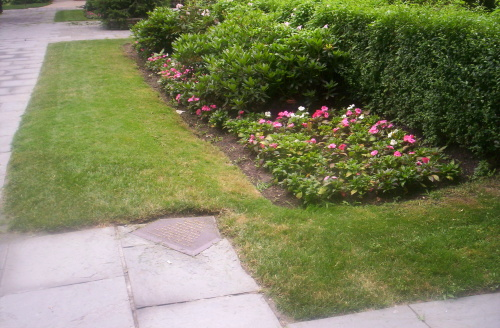
プレート

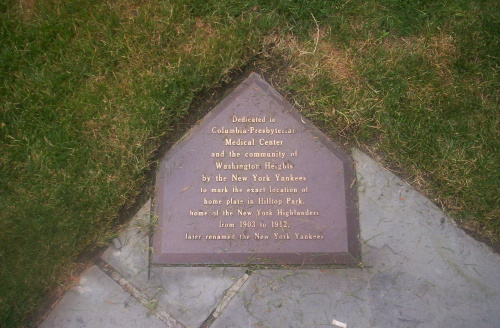
拡大写真

| 前本拠地： オリオール・パーク 1901 - 1902 | ニューヨーク・ヤンキースの本拠地 1903 - 1912 | 次本拠地： ポロ・グラウンズ 1913 - 1922 |